# Anja Jacobs
Anja Jacobs (* 1974 in Itzehoe) ist eine deutsche Filmregisseurin.

## Leben und Wirken
Anja Jacobs begann nach ihrem Abitur 1993 ein Kommunikationsdesign-Studium an der
Hanseatischen Akademie für Marketing und Medien in Hamburg und schloss dieses 1997 mit Diplom ab. Danach arbeitet sie freiberuflich für verschiedene Werbeagenturen in Hamburg. Von 1998 bis 2003 studierte Anja Jacobs dann an der Filmakademie Baden-Württemberg das Studienfach Szenische Regie. Ihr Diplom machte sie mit dem Kurzfilm Wolfsschlucht, der auf vielen internationalen Festivals lief und mehrere Preise erhielt, unter anderem 2002 den AFI-Grand Jury Award und 2003 eine Nominierung bei den 30. Student Academy Awards.
Seitdem führte Anja Jacobs Regie bei einigen Fernsehproduktionen und ist seit 2009 zudem für die Produktionsfirma Oberon Film GmbH als Produzentin für
Stoffentwicklung tätig.
Anja Jacobs lebt in Berlin.

## Filmografie
- 1999: Fake (Kurzfilm)
- 1999: Blauer Dunst (Kurzfilm)
- 2000: Kaktus im Kopf (Kurzfilm)
- 2001: Kuscheldoktor (Kurzfilm)
- 2003: Wolfsschlucht (Diplomfilm)
- 2005: 007 1/2 (Kurzfilm)
- 2006: Zores (Fernsehfilm)
- 2007: Verrückt nach Clara (Fernsehserie)
- 2008: Küss mich, wenn es Liebe ist (Fernsehfilm)
- 2011: Einer wie Bruno

## Auszeichnungen
- 2001: Gewinnerin des Kurzfilmpreises beim Filmfestival AFI-Fest für Kuscheldoktor
- 2003: Nominierung von Kuscheldoktor für den Studentenoscar